# 希波吕塔·法兰亭
约瑟夫·希波吕塔·德·法兰亭（法語：Joseph Hippolyte de Frandin，1852年1月3日—1926年？月？日），是法国的外交官，曾担任驻天津领事、驻朝鲜领事。